# Ku' jeg hjælpe Dem med noget?
Ku' jeg hjælpe Dem med noget? er en dansk kortfilm fra 1969, der er instrueret af Sune Lund-Sørensen efter manuskript af Benny Andersen.

## Handling
Når en pæn lille mand skal have en fin ny hat.

## Medvirkende
- Jørgen Ryg - Kunden
- Peter Boesen - Ekspedienten
- Ole Lassen - En ven